# Mons-en-Laonnois
Mons-en-Laonnois è un comune francese di 1 151 abitanti situato nel dipartimento dell'Aisne della regione dell'Alta Francia.

## Società

### Evoluzione demografica
Abitanti censiti